# انتقاد كنيسة يسوع المسيح لقديسي الأيام الأخيرة

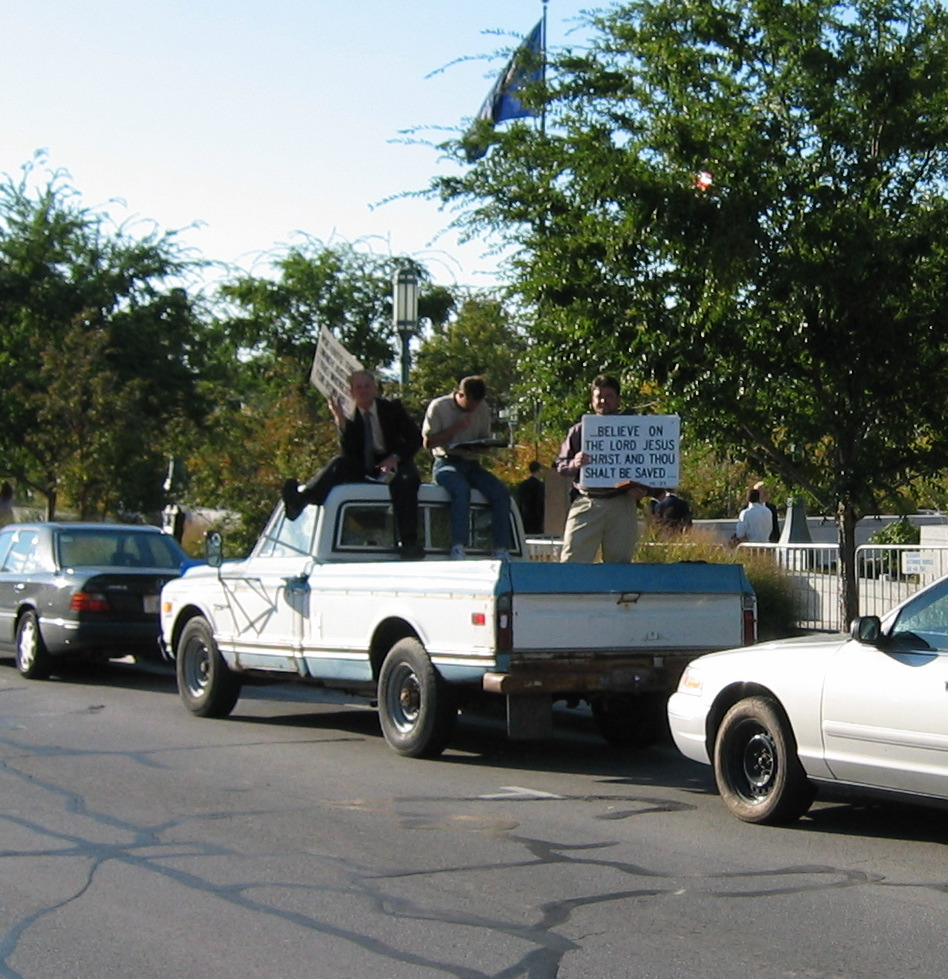

كانت كنيسة يسوع المسيح لقديسي الأيام الأخيرة موضع انتقادات منذ أن أسسها الزعيم الديني الأمريكي جوزيف سميث في عام 1830.
ربما كان تعدد الزوجات هو الأكثر إثارةً للجدل، وكان عاملًا مساهمًا رئيسيًا في مقتل سميث. تخلت الكنيسة عن هذه الممارسة رسميًا وعلنيًا في عام 1890، ورُفض اعتبار يوتا ولايةً في حال مارست تعدد الزواجات. سرعان ما تبع ذلك استقلال يوتا. لكن بقي الزواج التعددي يمثل قضية مثيرة للخلاف، لأنه على الرغم من التخلي الرسمي عنه عام 1890، ما زال يملك متعاطفين ومدافعين وممارسين شبه سريين. ركز الانتقاد الأحدث على مسائل التحريف التاريخي، ورهاب المثلية، والعنصرية، والسياسات الجنسية، وعدم كفاية الكشف المالي، والمصداقية التاريخية لكتاب المورمون.

## الانتقادات
اجتذبت كنيسة يسوع المسيح لقديسي الأيام الأخيرة والمورمونية الانتقادات منذ بدايتها وحتى يومنا هذا. من بين أوائل النقاد البارزين للمورمونية أبنر كول، وإيبر د. هاو، وتوماس سي. شارب. أبرز نقادها في القرن العشرين جيرالد وساندرا تانر، وريتشارد أبينس، وريتشارد وجوان أوسلينغ، والمؤرخ فان إم. برودي. وفر الإنترنت في السنوات الأخيرة منتدى جديدًا للنقاد.
أثار دعم الكنيسة للاقتراح رقم 8 في كاليفورنيا عام 2008 نقاشًا ساخنًا واحتجاجات من جانب منظمات حقوق المثليين. أفرميشن هي مجموعة من الأعضاء الحاليين والسابقين في كنيسة يسوع المسيح لقديسي الأيام الأخيرة الذين انتقدوا سياسات الكنيسة بشأن المثلية الجنسية. وزارة البحث وعلم الدفاع عن العقائد المسيحية هي منظمة مسيحية انتقدت لاهوت الكنيسة. معهد البحوث الدينية هو منظمة انتقدت الكنيسة، وخاصةً كتاب إبراهيم. واصلت العديد من المنظمات الأخرى انتقاد الكنيسة على مواقع الويب.

## انتقادات التغيرات العقائدية

### سياسة الكهنوت
يقول الزوجان تانر إن تغيير سياسة الكنيسة لعام 1978 بالسماح لجميع الأعضاء الذكور، بمن فيهم المنحدرين من أصل أفريقي أسود، باستحقاق حمل الكهنوت لم يكن إلهامًا إلهيًا مثلما قالت الكنيسة، ولكن مجرد مسألة راحة. يشير ريتشارد وجوان أوسلينغ إلى أن هذا الانقلاب في السياسة قد حدث عندما بدأت الكنيسة بالتوسع خارج الولايات المتحدة إلى بلدان مثل البرازيل التي تضم عددًا كبيرًا من السكان المختلطين عرقيًا، ومع استعداد الكنيسة لفتح معبد جديد في ساو باولو بالبرازيل. لم تُثبت القيود المفروضة على الكهنوت رسميًا بصفته عقيدة الكنيسة. لم تتضح أسباب ذلك قط، رغم بعض الآراء التي عبر عنها مختلف رؤساء الكنيسة على مر السنين. عُين عدد قليل من الشيوخ السود برتبة كاهن في عهد جوزيف سميث، الذي لم يُبدِ أي اعتراض لجعل الكهنوت متاحًا لجميع الرجال الجديرين. بدأ تقييد الكهنوت في عهد بريغهام يونغ. وبالمثل، تغير الموقف من ممارسة تعدد الزوجات عندما لم يعد يخدم أي غرض.

### توقف تعدد الزوجات رسميًا في عام 1890
يقول الزوجان تانر إن سياسة الكنيسة بشأن تعدد الزوجات لعام 1890 هي انعكاس لأسباب سياسية، مشيرًا إلى أن التغيير حدث خلال الصراع الطويل بين الكنيسة والحكومة الفيدرالية بشأن الاستيلاء على الممتلكات والاستقلال. يقول أوسلينغ إن يوتا قدمت مرة أخرى طلبًا للاستقلال بعد وقت قصير من تلقي الكنيسة الوحي وحظرها تعدد الزوجات. لم تعترض الحكومة الفيدرالية هذه المرة على بدء عملية الاستقلال. اكتملت العملية بعد ست سنوات، واعتُرف بيوتا ولايةً في عام 1896. لاحظ أوسلينغ أن الحكومة الفيدرالية خفضت جهودها القانونية للاستيلاء على ممتلكات الكنيسة بعد فترة وجيزة من تعليقها ممارسة تعدد الزوجات. على الرغم من ذلك، استمر قادة المورمون بعد عام 1890 بالموافقة على تعدد الزوجات والمشاركة فيه سرًا، وبأعداد أقل، في كل من الولايات المتحدة والمكسيك، لفترة من الأفضل قياسها بالعقود لا بالسنوات.
لا يشك المورمونان رون وود وليندا تاتشر في أن التغيير كان نتيجة للتدخل الفيدرالي، ويقولان إن الكنيسة ليس لديها خيار في هذا الشأن. شلّ قانون إدموندز تاكر لعام 1887 الكنيسةَ و«كان لا بد من فعل شيء مثير لعكس الاتجاه». بعد استئناف الكنيسة قضيتها أمام المحكمة العليا للولايات المتحدة وخسارتها إياها، أصدر رئيس الكنيسة ويلفورد وودروف بيانًا عام 1890. أشار وودروف في مجلته إلى أنه «عمل من أجل الخلاص الدنيوي للكنيسة».

### الله كان رجلًا ذات يوم
ينتقد النقاد مثل ريتشارد أبينس ومعهد البحوث الدينية الكنيسةَ لتغييرها المبدأ الذي يؤكد أن الله كان رجلًا ذات يوم. استشهدوا بالتغييرات التي طرأت على كتاب كنيسة يسوع المسيح لقديسي الأيام الأخيرة مبادئ الإنجيل بين طبعات عام 1978 وعام 1997، حيث تغير المبدأ «يمكننا أن نصبح آلهة مثل أبينا السماوي» إلى «يمكننا أن نصبح مثل أبينا السماوي»، وتغير المبدأ «أصبح أبونا السماوي إلهًا» إلى «أصبح أبونا السماوي الله». لكن ما تزال المنشورات الرسمية الخاصة بالكنيسة تؤكد عقيدة التطور الأبدي، ويؤكد الدليل الرسمي للكنيسة، تعاليم رؤساء الكنيسة: لورينزو سنو، «كما هو الإنسان الآن، كان الخالق ذات يوم؛ كما هو الخالق الآن، يمكن للإنسان أن يكون». صرح جوزيف سميث مقتبسًا من إصدار عام 2009 من مبادئ الإنجيل: «المبدأ الأول في الإنجيل هو أن تؤمن بشخصية الله... كان ذات يوم رجلاً مثلنا، ... الله نفسه، والدنا جميعًا، سكن على الأرض، كما فعل يسوع المسيح نفسه».

## انتقادات التعاليم السابقة

### تعدد الزوجات
في نقد صريح لتعدد الزوجات عند المورمونية، قالت سارة برات، الزوجة الأولى لرسول المورمون أورسون برات، إن تعدد الزوجات
يحبط تمامًا الرجال الصالحين، وفي المقابل يجعل الرجال السيئين أسوأ. بالنسبة إلى النساء، حسنًا، فليساعدهنّ الله! يجعل الزوجات الأوائل كائنات يائسة، أو محطمات القلب، أو ذليلات.
أنهت برات زواجها بأورسون برات في عام 1868 بسبب «هوسه بالزواج من النساء الأصغر سنًا» (تزوج أورسون برات وهو في سن 57 من فتاة في السادسة عشرة من عمرها، وكانت زوجته العاشرة أصغر من ابنته سيلستيا). هاجمت سارة برات أورسون في مقابلة عام 1877 قائلةً:
هنا كان زوجي، بشعره الأشيب، يأخذ في سريره الفتيات الصغيرات في مهزلة الزواج. بالتأكيد، لا يمكن أن تكون هناك متعةً له في مثل هذا الجماع إلا من أجل الانغماس في تعصبه، ومن أجل شيء آخر، ربما، أتردد في ذكره.
يقول الزوجان تانر إن رؤساء الكنيسة الأوائل أسسوا ممارسة تعدد الزوجات من أجل تبرير السلوك الذي يُعد غير أخلاقي. ينتقد أوسلينغ جوزيف سميث لزاوجه ما لا يقل عن 32 امرأةً خلال حياته، العديد منهن دون سن 16، وهي حقيقة اعترف بها مؤرخ مورمون تود كومبتون. يقر كومبتون أيضًا بأن سميث دخل في زواج متعدد الأزواج (أي إنه تزوج نساء متزوجات برجال آخرين بالفعل)، وأنه حذر بعض الأزواج المحتملين من اللعنة الأبدية إذا لم يوافقوا على ذلك؛ في حالتين على الأقل، تزوج سميث الفتيات اليتيمات اللاتي أتين للعيش في منزله.
ومع ذلك، يشير بوشمان إلى أن الأدلة على العلاقات سميث الجنسية مع أي من زوجات أتباعه ضئيلة أو غير موثوق بها. يجادل كومبتون بأن بعض الزيجات كانت على الأرجح سلالية في طبيعتها، للربط بين الأسر.